# Bruno Gmünder Verlag
Bruno Gmünder Verlag är ett tyskt bokförlag som är specialiserat på HBTQ-medier med böcker, foto, konst och film inom området homosexualitet. Huvudkontoret är beläget i Berlin. 

## Historia
Bruno Gmünder förlag grundades i Berlin 1981 av Bruno Gmünder och Christian von Maltzahn.

## Verksamhet
År 2016 har företaget cirka 80 fast anställda och en försäljning årligen på över 9 miljoner Euro. En produkt som säljer cirka 65 000 exemplar per år är Spartacus International Gay Guide, något som gör den till världens mest sålda gayresehandbok.
Bruno Gmünder Verlag driver även butikerna Brunos, där deras egna produkter säljs. Butikerna finns i storstäderna Berlin, Hamburg, München och Köln.

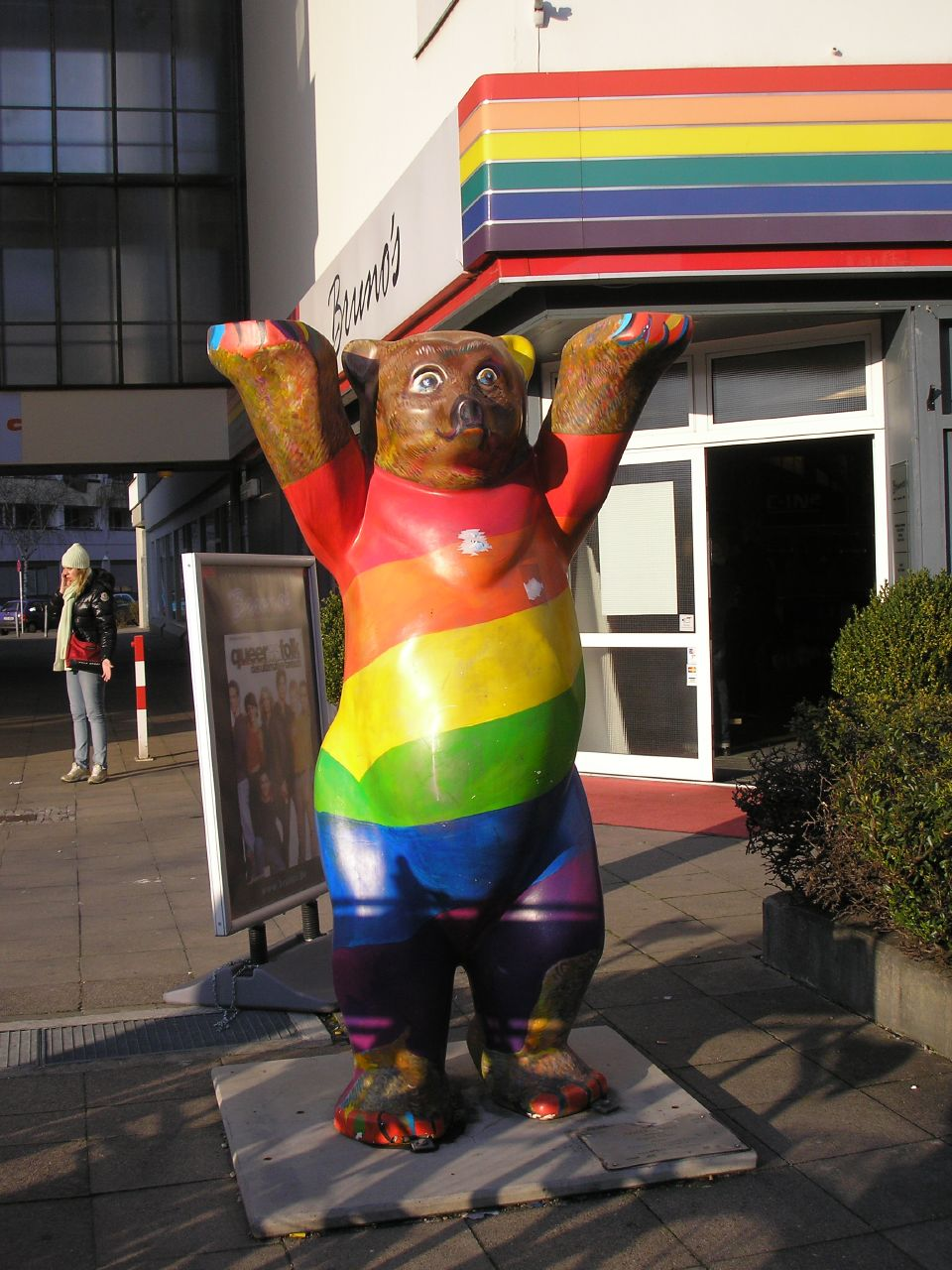
Entré till Brunos i Berlin